# أولمبيك تشاتيفا
نادي أولمبيك تشاتيفا، هو نادي كرة قدم من مدينة شاطبة بإسبانيا. يلعب في الدرجة الثالثة. تأسس في عام 1932.

## وصلات خارجية
- موقع النادي الرسمي